# La Marseillaise (film, 1938)
Pour les articles homonymes, voir La Marseillaise (homonymie).
 (novembre 2019).
Si vous disposez d'ouvrages ou d'articles de référence ou si vous connaissez des sites web de qualité traitant du thème abordé ici, merci de compléter l'article en donnant les références utiles à sa vérifiabilité et en les liant à la section « Notes et références ».
Pour plus de détails, voir Fiche technique et Distribution.
La Marseillaise est un film français réalisé par Jean Renoir, sorti en 1938.
Le  film débute alors que la nouvelle de la prise de la Bastille s'est répandue dans le royaume de France. À Marseille, un groupe de camarades enthousiastes se constitue pour s'engager dans la Révolution.

## Synopsis
14 juillet 1789.
À Paris vient d'avoir lieu la prise de la Bastille.
Le lendemain, le duc de La Rochefoucauld-Liancourt va à Versailles et en informe à son réveil le roi Louis XVI : 
"Est-ce une révolte ? "
"Non, sire, c'est une révolution !".
Juin 1790.
En Provence, "Cabri", un modeste paysan, est menacé des galères pour avoir tué un pigeon appartenant au seigneur du village. 
Parvenant à s’échapper, il rencontre deux révolutionnaires marseillais, Honoré Arnaud et Jean-Joseph Bomier.
Ils jurent de lutter ensemble pour l'abolition des privilèges.
Sous la conduite d'Arnaud, le fort de Marseille sera pris, sans effusion de sang, entraînant l'expulsion de son commandant qui se retrouvera à Coblenz, parmi les émigrés.
Avril 1792.
Les Marseillais décident la formation d'un bataillon de fédérés qui montera sur Paris pour y faire respecter la volonté du peuple. 
Cinq cents hommes partent, soulevant sur leur passage un immense enthousiasme.
Ils ont adopté comme chanson de route un hymne de guerre qui deviendra "La Marseillaise". 
Paris leur fait fête ; Bomier y rencontre Louison dont il tombe amoureux.
25 juillet 1792.
Par faiblesse, le roi signe le Manifeste de Brunswick, ce qui va provoquer la fureur du peuple.
10 août 1792.
Les révolutionnaires sont sur le point d'envahir le Palais des Tuileries. 
Alerté par Roederer, le roi pourra être évacué avec sa famille mais sa déchéance est imminente. 
Les affrontements sont sanglants, Bomier est grièvement blessé puis meurt dans les bras de Louison.
20 septembre 1792.
Aux frontières, les Marseillais se préparent à la bataille de Valmy.
Arnaud exhorte ses camarades, qui s'avancent vers la victoire ...

## Fiche technique
- Titre : La Marseillaise
- Réalisation : Jean Renoir
  - Assistants réalisateur : Jacques Becker, Claude Renoir, Jean-Paul Dreyfus, Guy Demazure, Marc Maurette, Tony Corteggiani
- Scénario : Jean Renoir avec la collaboration de Carl Koch et Nina Martel-Dreyfus[1]
  - Dialogues : Jean Renoir
- Musique :
  - Musique moderne : Henry Sauveplane et Joseph Kosma
  - Musique ancienne : Michel-Richard de Lalande, André Grétry, Jean-Philippe Rameau, Wolfgang Amadeus Mozart, Jean-Sébastien Bach, Claude Joseph Rouget de Lisle
  - Direction de l'orchestre : Roger Désormière
- Photographie : Jean Bourgoin, Alain Douarinou, Jean-Marie Maillols, Jean-Paul Alphen et Jean Louis
- Direction artistique : Georges Wakhevitch et Léon Barsacq
- Décors : Jean Perrier
- Costumes : exécutés par la maison Louis Granier, robes de Marie-Antoinette par Coco Chanel
- Son : Joseph de Bretagne, Jean Bertrand et J. Demède
- Montage : Marguerite Renoir
- Ombres chinoises : Lotte Reiniger
- Photographie de plateau : Sam Levin
- Production : Jean Renoir
  - Production exécutive : André Seigneur et André Zwobada
- Sociétés de production : Compagnie Jean Renoir, Société d'exploitation et de distribution de films, Confédération générale du travail
- Société de distribution : Réalisation d'art cinématographique
- Pays d'origine :  France
- Langue originale : français
- Format : noir et blanc - 1,37:1 - 35 mm - mono (Western Electric Sound System)
- Genre : drame, film historique
- Durée : 135 minutes
- Dates de sortie :
  - France : 2 février 1938 (première à L'Olympia à Paris) ; 10 février 1938 (sortie limitée : Paris) ; 14 octobre 1944 (ressortie : Paris)
  - Belgique : 8 avril 1938 (sortie limitée : Bruxelles)
  - États-Unis : 5 novembre 1939
- Affiche : René Péron (France)

## Distribution
Les Marseillais :
- Andrex : Honoré Arnaud
- Edmond Ardisson : Jean-Joseph Bomier, dit « Gamate »
- Paul Dullac : Javel
- Jean-Louis Allibert : Moissan
- Fernand Flament : Ardisson
- Alex Truchy : Cuculière
- Georges Peclet : le lieutenant Pignatel
- Géo Dorlis : un chef marseillais
- Géo Lastry : le capitaine Massugue
- Adolphe Autran : le tambour

Le peuple :
- Nadia Sibirskaïa : Louison
- Jenny Hélia : Louise Vauclair, l'interpellatrice
- Gaston Modot : un volontaire de Darnétal
- Julien Carette : un volontaire des Batignolles
- Séverine Lerczinska : une paysanne
- Marthe Marty : la mère de Bomier

La cour :
- Pierre Renoir : Louis XVI
- Lise Delamare : Marie-Antoinette
- Léon Larive : Picard, valet de chambre du roi
- William Aguet : le duc de La Rochefoucauld-Liancourt
- Elisa Ruis : la princesse de Lamballe
- Georgette Lefebvre : Mme Elisabeth, sœur du roi

Les autorités civiles et militaires :
- Louis Jouvet : Rœderer, le procureur-syndic du département
- Georges Spanelly : La Chesnaye
- Jaque Catelain : le capitaine Langlade
- Pierre Nay : Dubouchage
- Edmond Castel : Leroux

Les aristocrates :
- Aimé Clariond : M. de Saint-Laurent
- André Zibral : M. de Saint-Merri
- Jean Ayme : M. de Fauguerolles
- Irène Joachim : Mme de Saint-Laurent

Non crédités :
- Édouard Delmont : Anatole Roux, dit « Cabri »
- Jacques Castelot : Guéméné
- Edmond Beauchamp : le curé Fayet
- Charles Blavette : un Marseillais aux "pommes d'amour"
- Maurice Escande : le seigneur du village
- Jean Aquistapace : Paul Giraud, le maire du village
- Marie-Pierre Sordet-Dantès : le Dauphin
- Yveline Auriol : la Dauphine
- Werner Florian : Westermann
- Odette Cazau : Thérèse
- Blanche Destournelles : Clémence
- Pamela Stirling : une suivante
- Génia Vaury : une suivante
- Lucy Kieffer : une suivante
- Roger Prégor
- Pierre Ferval
- Fernand Bellan
- Jean Boissemond
- Raymond Pélissier
- Robert Manuel
- Robert Rollis

## Contexte du film
- Le film, envisagé comme une ambitieuse fresque historique, devait initialement durer douze heures. En 1937, Jean Renoir déclare : « Le meilleur sujet, évidemment, serait la vie actuelle : la victoire de mai 1936, les grèves de juin... Ce serait magnifique : mais ce film ne sortira jamais. Alors nous nous sommes rabattus sur l'époque qui offrait le plus de similitude avec la nôtre : la Révolution française[2]. »
- La Marseillaise est le second film de Jean Renoir dédié au Front populaire, après La vie est à nous. Le film est financé en partie par une souscription publique de la CGT dont le prix plancher est fixé à deux francs par personne, tarif d'une place de cinéma à l'époque. Les souscripteurs pré-achètent de cette façon leur place pour la projection du film.
- Le tournage a lieu durant l'été et automne 1937, dans les studios de Billancourt, extérieurs à Fontainebleau, en Alsace, à Antibes, en Haute Provence, à Paris (place du Panthéon).
- L'équipe de machinistes et d'électriciens étaient constituée d'ouvriers de la CGT.
- La première a lieu le 9 février 1938 au cinéma Olympia. Aussitôt une polémique se développe dans la presse, les journaux de droite éreintent le film alors que L'Humanité le soutient. Le succès public n'est pas au rendez-vous, mais le film fait une brillante carrière en URSS où 250 copies sont projetées[3].
- Un temps tombé dans l'oubli, avec également des bobines perdues, le film est reconstitué par Jean Renoir en 1967.

## Production
Jean Renoir, qui possède une propriété non loin à Marlotte, décide de tourner une grande partie des scènes du film à Fontainebleau et dans ses environs. La production de ce film est réalisée avec une vaste souscription populaire.
En août 1937, dans la grande prairie du parc du château, on dresse trois grand hangars qui abritent les costumes et les accessoires mais également des canons, des berlines, des chevaux et d'autres objets du tournage. En bordure de l'allée Napoléon, dans le même parc, deux décors sont montés en quelques jours : l'un représentant un cabaret à l'enseigne Le Jardin royal, l'autre en face et dans un style différent à l'enseigne Le Club des Amis de la Constitution.
Le 23 août au soir, des tournages commencent à Samois-sur-Seine et dans les environs de Franchard, dans la forêt de Fontainebleau. Le 24 août après-midi, on tourne dans le parc du château où ont lieu plusieurs scènes importantes dont le combat entre royalistes et nationaux qui mobilisent 3 000 figurants. La place d'Armes (ou place François-Ier) voit l'installation de baraquements et de sacs de sable. Par ailleurs, de nombreux Bellifontains et villégiaturants viennent assister au spectacle.